# سیارک ۲۱۴۰۳
سیارک ۲۱۴۰۳ (به انگلیسی: 21403 Haken، نامگذاری:1998FN58) بیست و یک هزار و چهارصد و سومین سیارک کشف شده‌است که در ۲۰ مارس ۱۹۹۸ کشف شد.
قدر مطلق سیارک برابر ۱۱.۲ است.